# Olocsáncsillaghúr
Az olocsáncsillaghúr (Stellaria holostea) a szegfűvirágúak (Caryophyllales) rendjébe, ezen belül a szegfűfélék (Caryophyllaceae) családjába tartozó faj.
A Stellaria nevű növénynemzetség típusfaja.

## Előfordulása
Az olocsáncsillaghúr csaknem egész Európában elterjedt. Ázsiában, Törökországtól és a Kaukázustól Szibéria nyugati feléig található meg. Afrika északnyugati részén is őshonos.

## Megjelenése
Az olocsáncsillaghúr évelő, vékony gyöktörzzsel terjedő tövű, 10-30 centiméter magas növény. Hajtásai elágazva laza gyepet képeznek. Szára négyélű, ülő, 3-8 centiméter hosszú szálas, lándzsás levelei átellenes állásúak. A virágai fehérek. A szirmok közepükig hasadtak, körülbelül kétszer olyan hosszúak, mint a csészelevelek, szabályos csillag alakba rendeződtek. A virágzati fellevelek zöldek.

## Életmódja
Ez a növényfaj a lomblevelű és elegyes erdők, ritkábban fenyvesek, cserjések lakója; a lazább, homokos, vályogos, üde vagy középszáraz talajokat kedveli.
A virágzási ideje április–június között van.

## Rokon fajok
Az olocsáncsillaghúrhoz hasonló pázsitos csillaghúr (Stellaria graminea) kisebb termetű, virágzati fellevelei fehér hártyásak.

## Képek

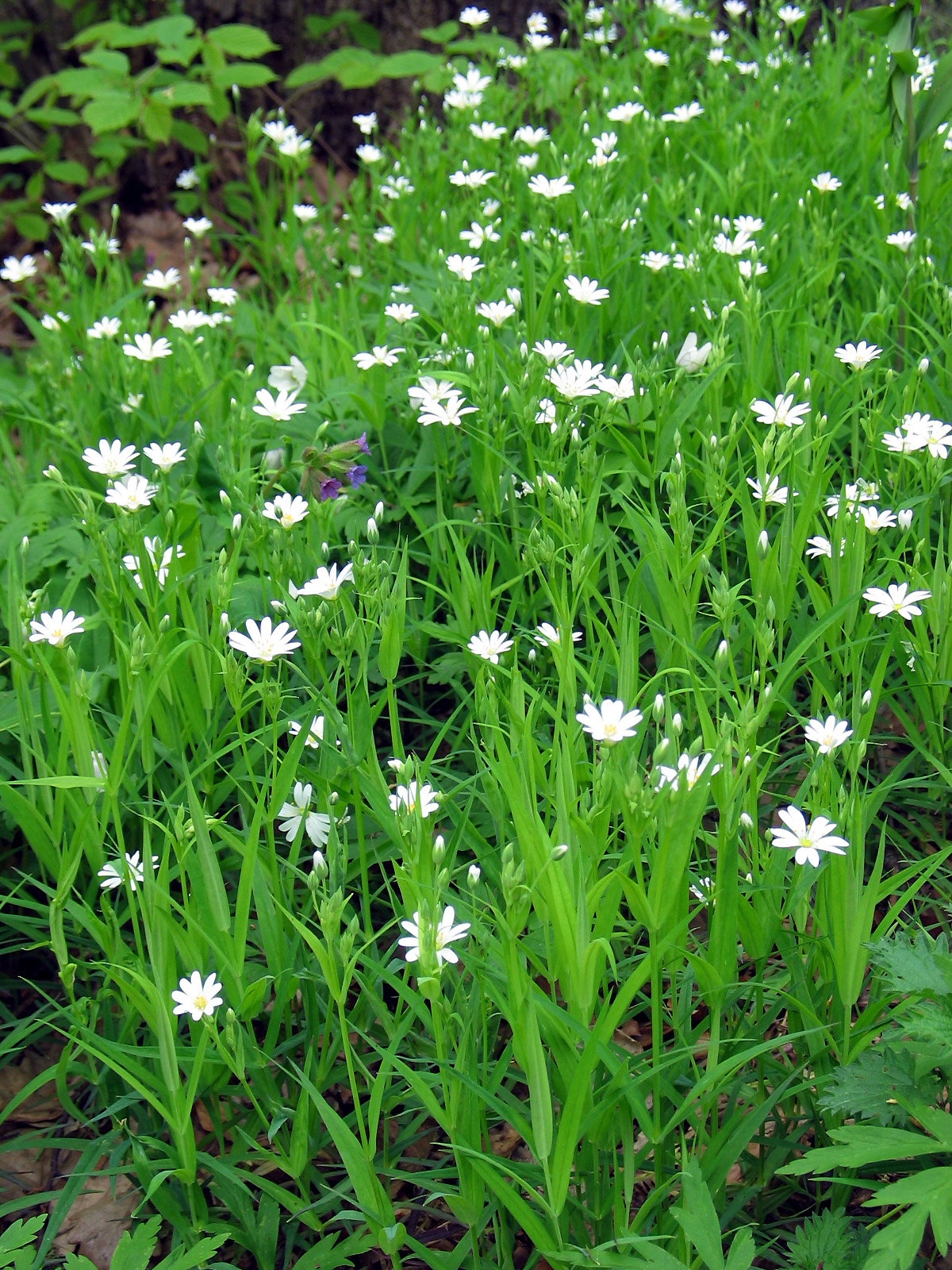
Élőhelye
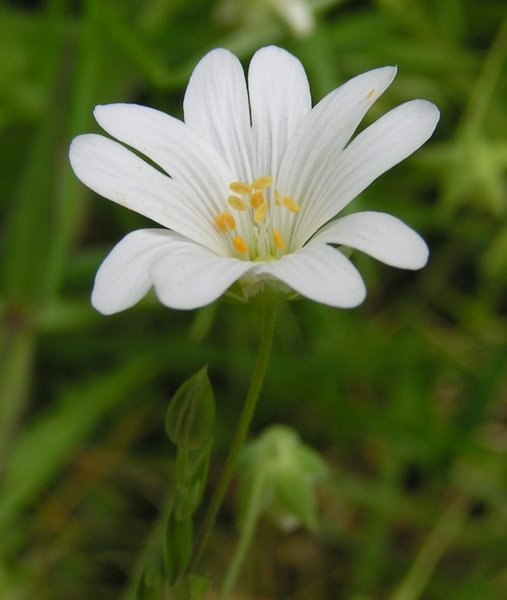
Virága közelről
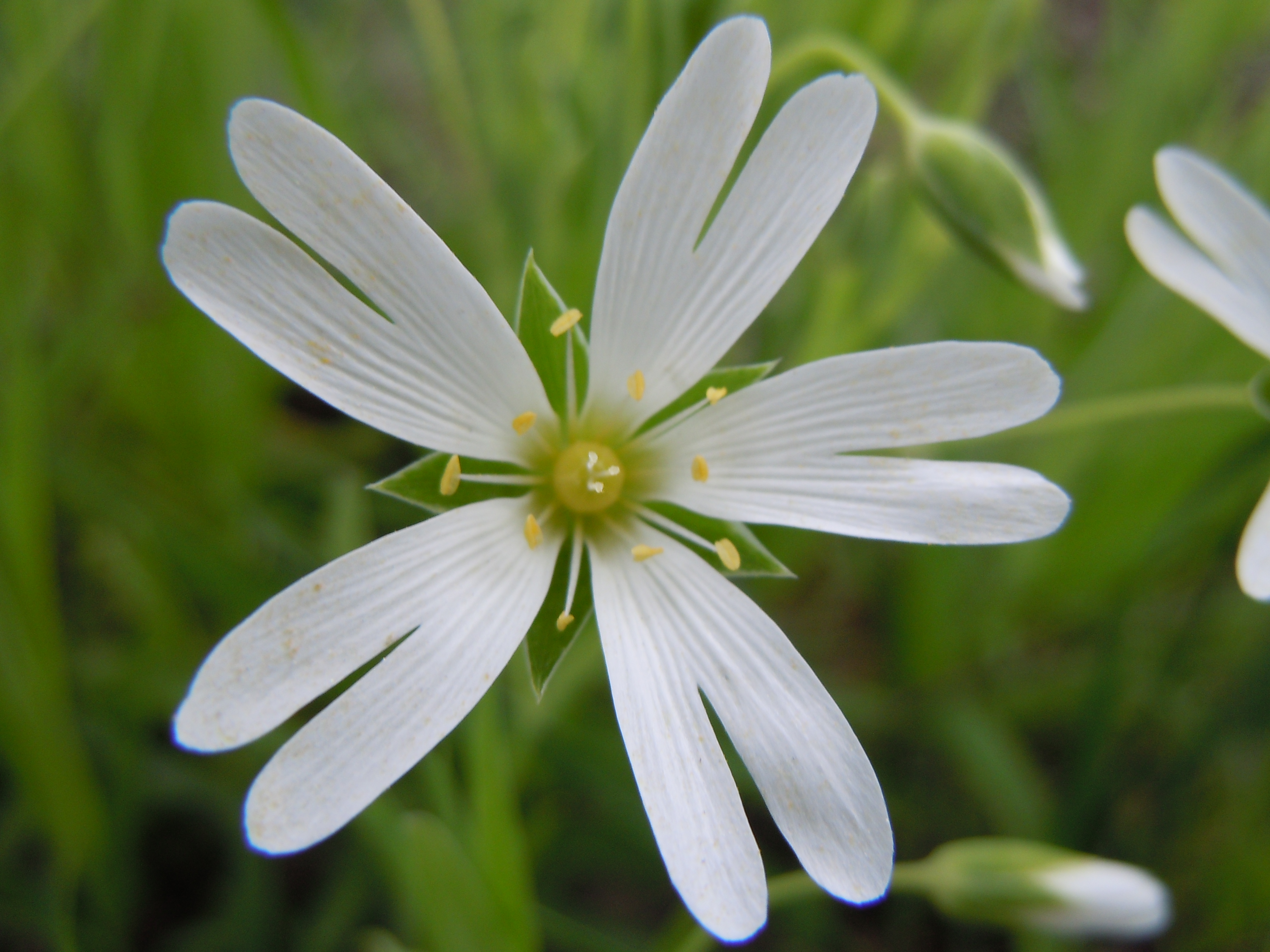
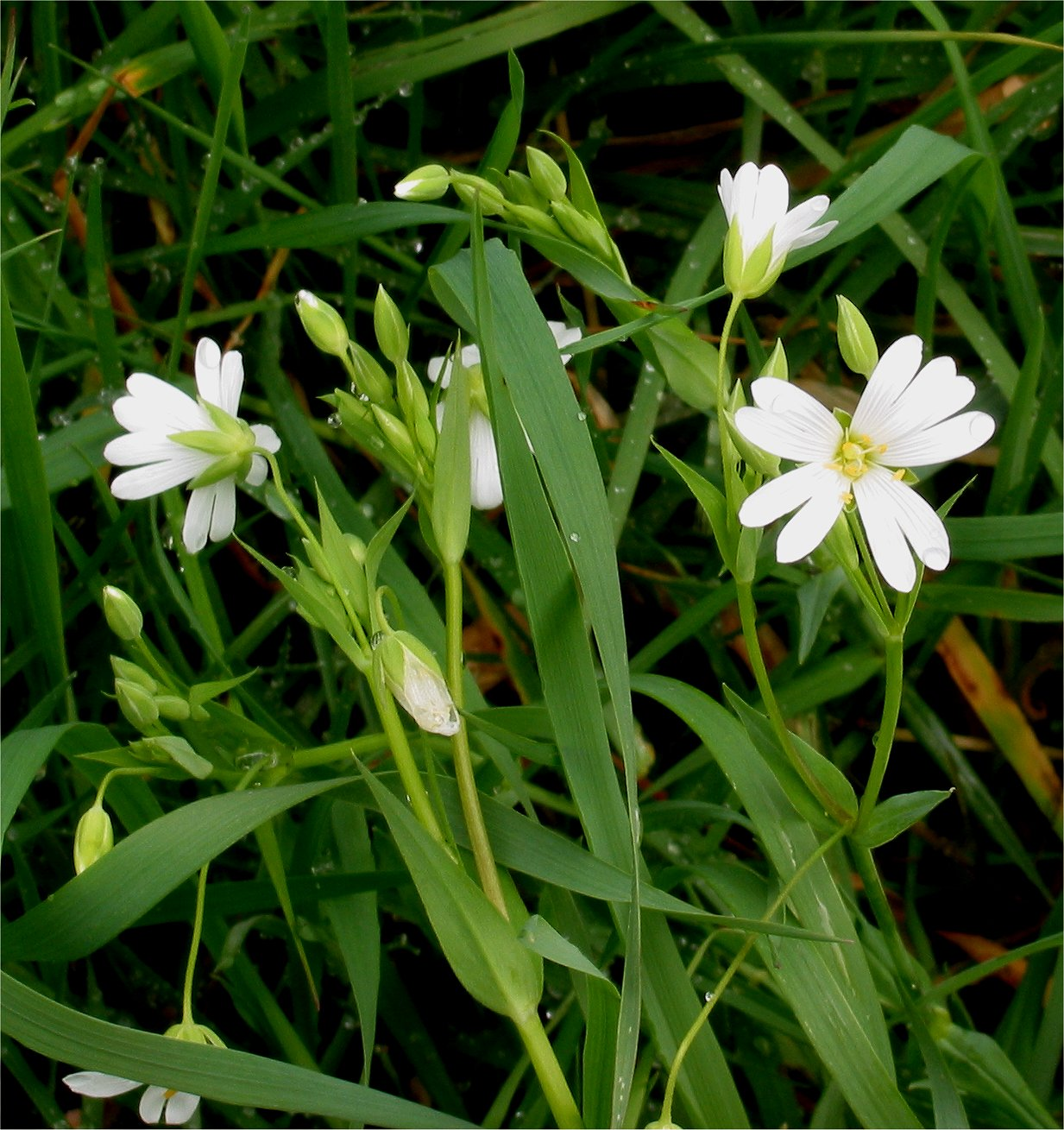
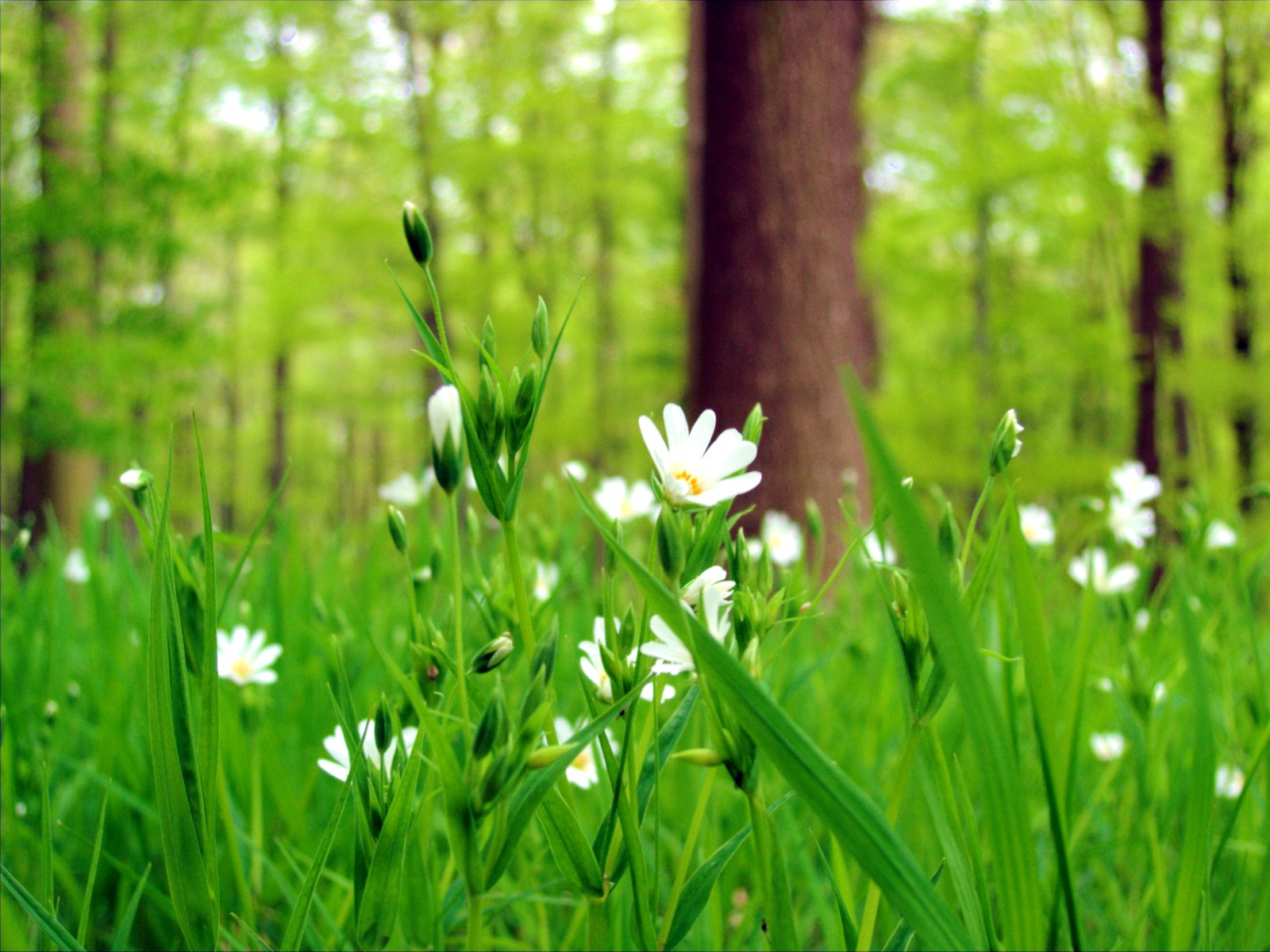
Termőhelyén
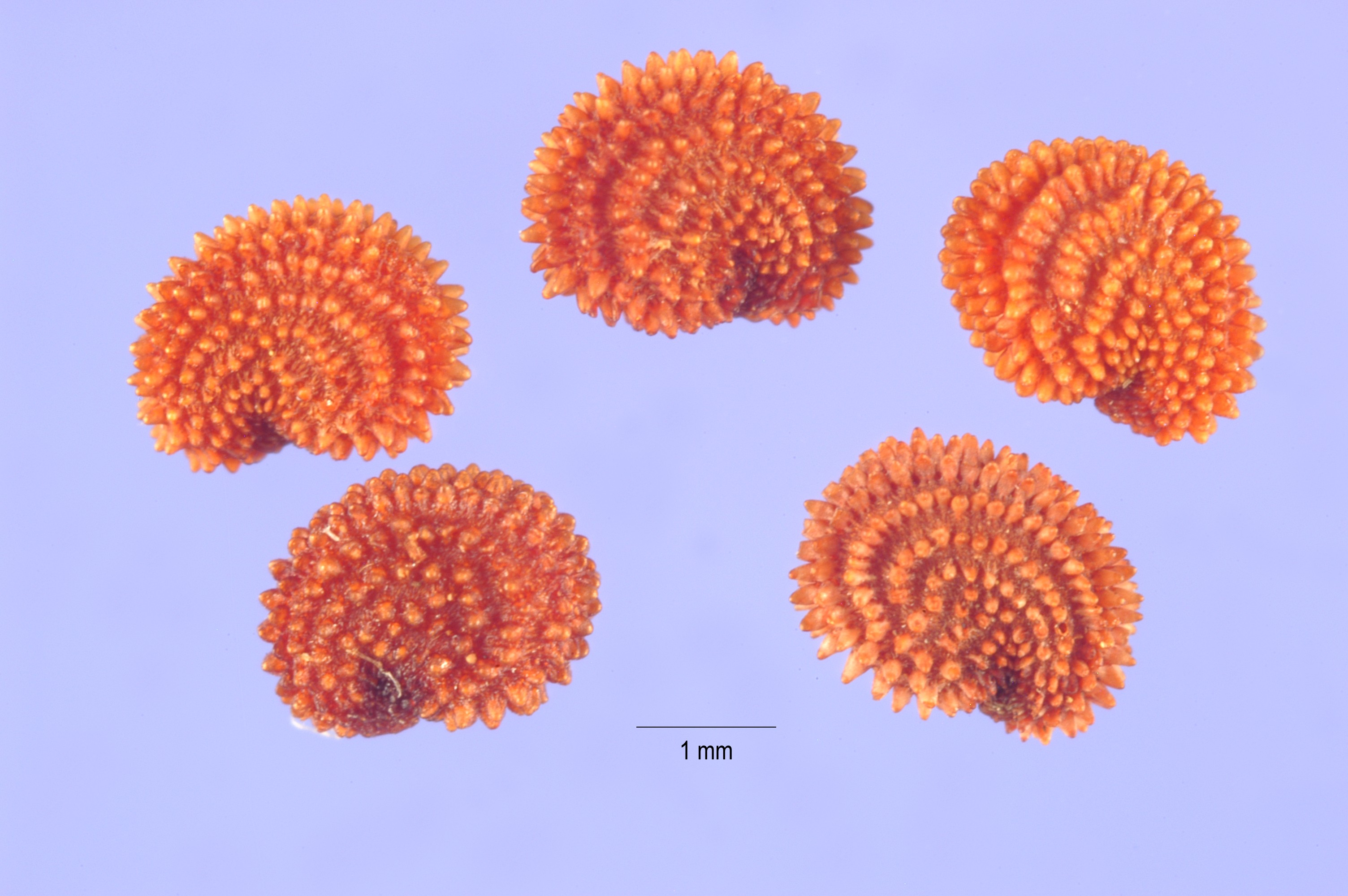
Magjai
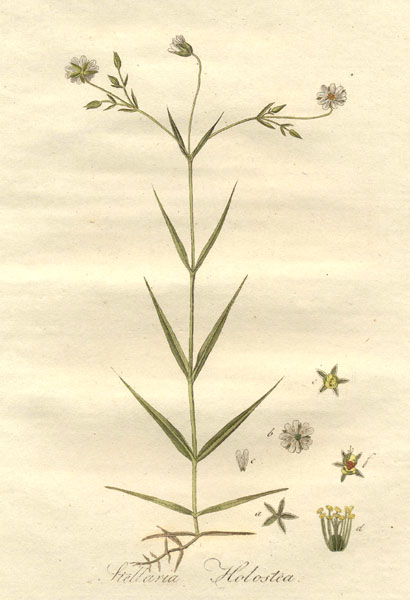
Rajz a növényről